# Ludovico Tubaro
Ludovico Tubaro (Pozzuolo del Friuli, 25 febbraio 1927) è un ex calciatore italiano, di ruolo centrocampista.

## Carriera
Giocò in Serie A per sette stagioni, con le maglie di Torino, Lucchese, Legnano, Udinese e Bologna.

## Palmarès

### Club

#### Competizioni nazionali
- Serie C: 1

Udinese: 1948-1949